# Kloschwitz
Kloschwitz is een plaats en voormalige gemeente in de Duitse deelstaat Saksen-Anhalt, en maakt deel uit van de Landkreis Saalekreis.
Kloschwitz telt 488 inwoners.